# Stevens Rock
Der Stevens Rock ist ein kleiner und isolierter Klippenfelsen 1,5 km vor der Mawson-Küste des ostantarktischen Mac-Robertson-Lands. Er liegt 2,5 km östlich der Mündung des Strahan-Gletschers.
Teilnehmer der British Australian and New Zealand Antarctic Research Expedition (1929–1931) unter der Leitung des australischen Polarforschers Douglas Mawson entdeckten ihn im Februar 1921. Mawson benannte ihn nach Commander Charles Whettnall Stevens (1879–1967) vom Hydrographenamt der Royal Australian Navy.